# Francis Lopez

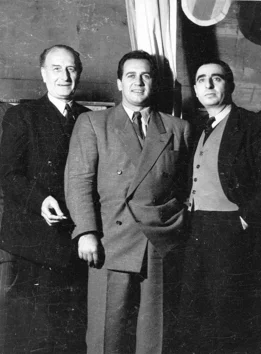
Francis López (centro) entre Albert Willemetz (izq.) y Raymond Vincy (der.)

Francis Lopez , cuyo verdadero nombre es Francisco López, era un compositor francés nacido en Montbéliard (Doubs) el 15 de junio de 1916. Murió en París el 5 de enero de 1995.

## Biografía

### 1916-1939: Infancia y Juventud
Fue por casualidad , que debido a la guerra , Francisco López nació en Montbéliard. De hecho, era de origen vasco. La familia de su padre, Francisco López (nacido en Lima (Perú) en 1889, pero afincado en Hendaya (Francia), para practicar la odontología) había emigrado a Perú como muchos vascos del siglo XIX. Su madre, Berta - Jambreau Ena también nació en América del Sur, Buenos Aires. Hija de vascos de Hendaya, regresó con su familia a esta ciudad tras la muerte de su padre. Aquí es donde conoció a su futuro marido. Después de haber perdido a su padre a la edad de cinco años, Francisco López, después de haber estudiado en la Escuela Secundaria Pau, se traslada a París para realizar estudios de medicina, para convertirse en dentista como su padre. Buen pianista aficionado, toca por la noche en discotecas o bares del Barrio Latino para pagar parte de sus estudios, pero sin tener en cuenta una carrera musical.

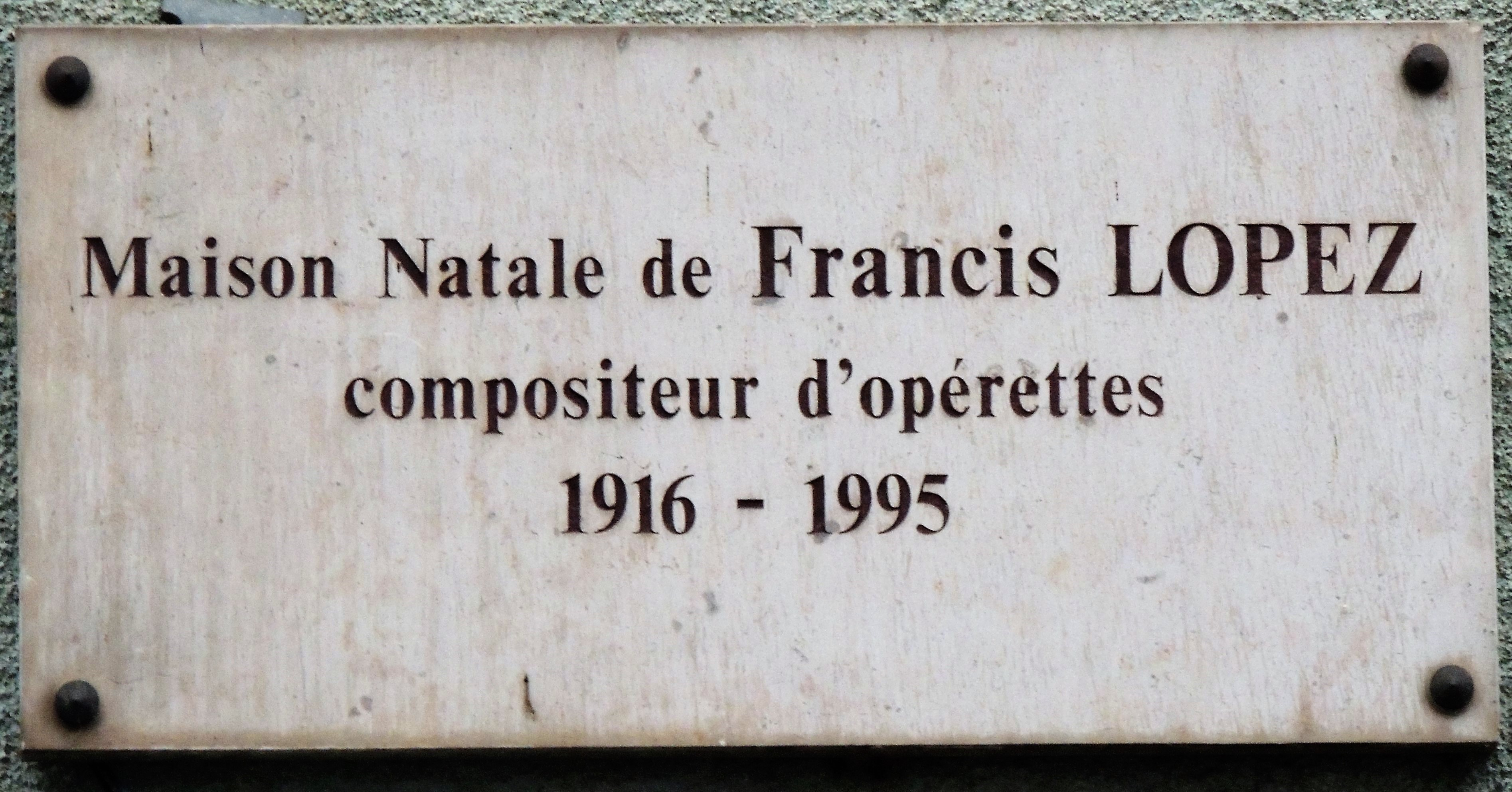
Placa conmemorativa en honor al compositor francés Francis Lopez

## Operetas
- 1945 : La bella de Cádiz, Casino Montparnasse
- 1947 : Andalucía, Albert Willemetz y Raymond Vincy , Teatro de la Gaite Lyrique
- 1948 : Cuatro días en París , Bobino
- 1949 : El señor de Borgoña , Bobino
- 1950 : Para don Carlos , Théâtre du Châtelet
- 1950 : La revista del Imperio, Albert Willemetz , Ded Rysel, André Roussin , música Paul Bonneau , Maurice Yvain , Francisco López, Henri Bourtayre , puesta en escena Maurice Lehmann y León Deutsch, teatro del Imperio
- 1950 : Para don Carlos ,música Francis Lopez , André  Mouëzy - Eon , canciones Raymond Vincy de Pierre Benoit , puesta en escena Maurice Lehmann, Théâtre du Châtelet
- 1951 : El cantante de México , Théâtre du Châtelet
- 1952 : La ruta florida,  Raymond Vincy , puesta en escena Max Revol , Celestine Teatro, Teatro del ABC
- 1953 : El sol de París
- 1954 : En Jamaica , el teatro de la Porte- Saint- Martin
- 1954 : El vellocino de oro, Théâtre du Châtelet
- 1955 : Mediterráneo. Raymond Vincy , puesta en escena Maurice Lehmann, Théâtre du Châtelet
- 1956 : El águila de fuego , Madrid, Teatro Maravilla
- 1957 : Cabeza de chorlito, ABC
- 1957 : La canción del amor mío  , Madrid
- 1958 : Su Excelencia la Embajadora , Madrid , Teatro Alcázar
- 1958 : Cinco millones en efectivo
- 1959 : El secreto de Marco Polo,  Théâtre du Châtelet
- 1960 : Visa para el amor , el teatro de la Gaite Lyrique
- 1960 : Diez millones en dinero, Raymond Vincy , puesta en escena Jacques Mauclair , Teatro de la Porte- Saint- Martin
- 1961 : Visa para el amor,  Raymond Vincy , puesta en escena René Dupuy , Teatro de la Gaite Lyrique
- 1963:  El tiempo de las guitarras , ABC
- 1963:  El magnífico Cristóbal,  Raymond Vincy , puesta en escena de Guy Lauzin , teatro europeo
- 1967:  El príncipe de Madrid, Théâtre du Châtelet
- 1969 : La carabela de oro, Théâtre du Châtelet
- 1969 : La vergüenza de la familia, soundtrack - no comercializados ( fuentes: los créditos de la película )
- 1970 : Viva Napoli , Théâtre Mogador
- 1971 : Mantenerse francés, Theatre des Capucines
- 1971 : Gipsy , Théâtre du Châtelet
- 1973 : Los tres mosqueteros, Théâtre du Châtelet
- 1975 : Fiesta , Théâtre Mogador
- 1976 : Volga , Théâtre du Châtelet
- 1979 : La perla de las Antillas , Théâtre de la Renaissance
- 1980 : Viva México , Théâtre de la Renaissance
- 1981 : Aventura en Monte Carlo, Théâtre de la Renaissance
- 1981 : Sol de España , Théâtre de la Renaissance
- 1981 : La fiesta en  Camargue , el Grand Théâtre de Saint- Étienne
- 1981 : Vacaciones en el sol
- 1982 : El gitano vagabundo , Renaissance Theatre
- 1983 : El amor en Tahití, Élysée Montmartre
- 1984 : Las mil y una noches , Élysée Montmartre
- 1985 : Carnaval en el Caribe, Élysée Montmartre
- 1986 : El rey del Pacífico, Élysée Montmartre
- 1987 : Fandango , Élysée Montmartre
- 1988 : Aventura en Tahití , Eldorado
- 1988 : Sueño de Viena, Eldorado
- 1989 : La Marsellesa , Eldorado
- 1989 : La bella Otero , Eldorado
- 1990 : Puerto Rico , Eldorado
- 1991 : Sissi , Eldorado
- 1993 : Las bellas y el gitano , Eldorado
- 2006 : El cantante de México , Théâtre du Châtelet

### Artículos conectados
- Georges Guétary
- Luis Mariano
- Raymond Vincy

- Datos: Q2603157